# Iwan Andrejewitsch Sosonow
Iwan Andrejewitsch Sosonow (russisch Иван Андреевич Созонов; englisch Ivan Sozonov; * 6. Juli 1989 in Swerdlowsk, Russische SFSR, UdSSR) ist ein russischer Badmintonspieler.

## Karriere
Iwan Sosonow gewann 2006 und 2007 vier Juniorentitel in Russland. 2009 siegte er bei den Russia Open im Herrendoppel, 2010 bei den Polish Open in der gleichen Disziplin. 2010 gewann er auch die Herreneinzelkonkurrenz bei den St. Petersburg White Nights, als auch beim Kharkiv International. 2009, 2010 und 2011 nahm er an den Badminton-Weltmeisterschaften teil. 2012 gewann er zusammen mit seinem Partner Wladimir Iwanow das Herrendoppel bei den Polish International und bei den Russia Open. Ebenfalls gewann er mit Iwanow die Silbermedaille im Herrendoppel bei den Europaspielen 2015.